# 장재초등학교
장재초등학교는 대한민국 경상남도 진주시 초전동에 있는 공립 초등학교다.

## 학교 연혁
- 1953.07.05 장재국민학교 개교(설립인가 6월 30일)
- 1977.01.20 슬라브 8교실 신축
- 1981.02.20 병설유치원 설립인가
- 1996.03.01 장재초등학교로 개명
- 2004.03.01 특수학급 신설
- 2006.08.31 도서관, 과학실험실, 구강보건실 개관
- 2007.02.28 병설유치원 폐원
- 2010.03.31 돌봄교실 신설, 리모델링 개소
- 2010.09.06 급식소 겸 강당 리모델링 개소
- 2011.02.01 영어체험실 설치
- 2012.04.01 뒤처지는 학생 없는 학교 운영
- 2014.09.01 제31대 김상대 교장 부임
- 2015.02.10 제57회 15명 졸업(총 4,049명)
- 2015.03.01 현 위치로 교사 이전 및 27학급 편성
- 2019.03.01 신관 증축 및 학급 증설(총 44학급 편성)
- 2020.03.01 제34대 김계옥 교장 부임
- 2022.02.11 제64회 177명 졸업(총 졸업생 4,952명)
- 2022.03.01 총 55학급 편성(특수 2학급 포함)
- 2022.03.01 학교도서관 활용 프로그램 지원,악기동무 연주 활동 운영학교,초록학교 만들기,수업혁신 전문적 학습공동체